# Stile partico
Lo stile partico è uno stile (sabk‎) storico dell'architettura persiana definito da Mohammad Karim Pirnia.
Questo stile architettonico include disegni delle epoche seleucide (310–140 a.C.), partica (247 a.C. - 224 d.C.) e sasanide (224–651 d.C.), raggiungendo il suo apice di sviluppo nel periodo sasanide.
Esempi di questo stile sono Ghal'eh Dokhtar, i complessi reali di Nisa, il Tempio di Anahita, Khorheh, Hatra, la volta di Ctesifonte di Kasra, Bishapur e il Palazzo di Ardashir ad Ardeshir Khwarreh (Firouzabad).
Lo stile architettonico partico è apparso dopo la conquista dell'Impero achemenide da parte di Alessandro Magno nel III secolo a.C. e storicamente include l'era sasanide, partica e post-islamica, fino al IX e X secolo. I resti dello stile architettonico di questo periodo non sono abbondanti e, sebbene molto sia stato preso in prestito e incorporato da progetti e metodi greci, architetti e costruttori di quest'epoca impiegarono anche molti concetti innovativi propri.

## Galleria d'immagini

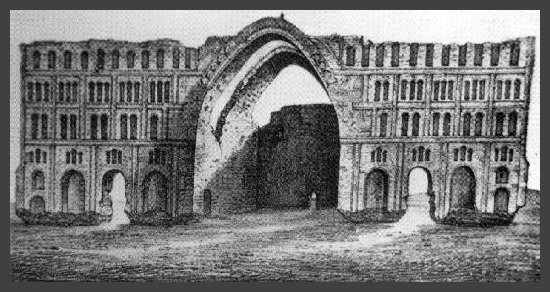
1824, raffigurazione di Taq-i Kisra da parte di un esploratore britannico.
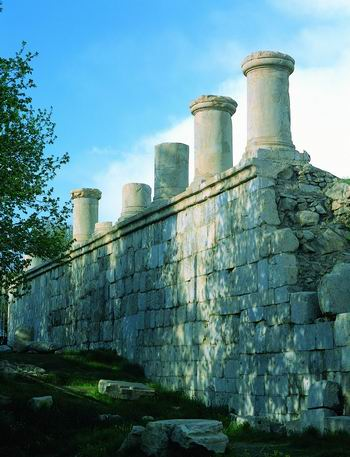
Complesso archeologico del tempio di Anahita a Kangavar.
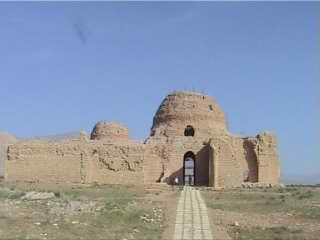
Il palazzo sasanide di Sarvestan
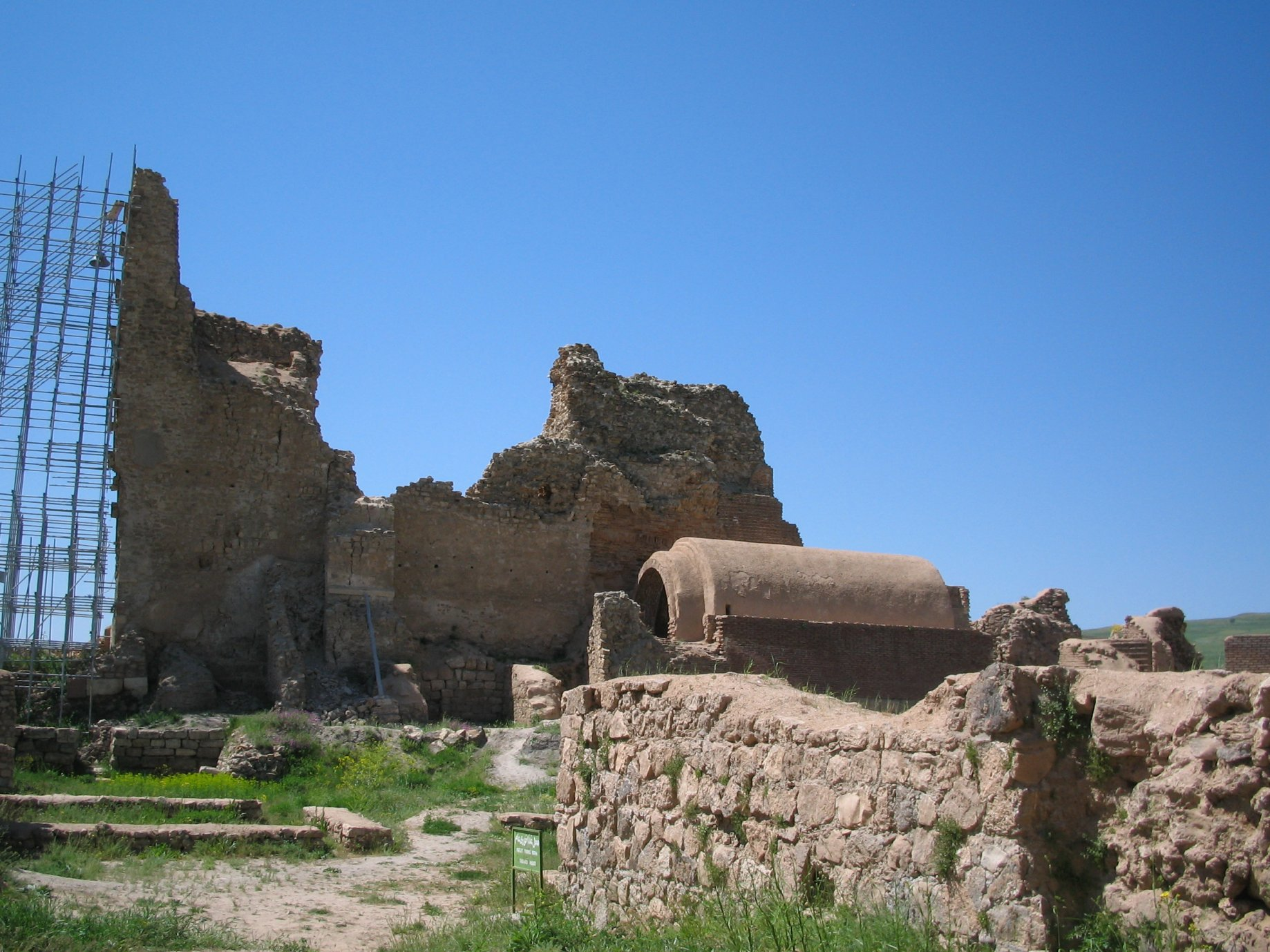
Takht-e Soleymān